# Caloptilia sychnospila
Caloptilia sychnospila är en fjärilsart som beskrevs av Lajos Vári 1961. Caloptilia sychnospila ingår i släktet Caloptilia och familjen styltmalar.
Artens utbredningsområde är Namibia. Inga underarter finns listade i Catalogue of Life.